# نادي سترومسغودست لكرة القدم
نادي سترومسغودست لكرة القدم (بالنرويجية: Strømsgodset Toppfotball‏) هو فريق كرة قدم نرويجي تأسس سنة 1907، يلعب حالياً في الدوري النرويجي الممتاز. يعتبر الفريق جزءاً من نادي سترومسغودست المتعدد الرياضات.